# Сордва (река)

Сордва, Большая Сордва — река в России, протекает в Гайнском районе Пермского края. Устье реки находится в 1199 км по левому берегу реки Кама. Длина реки составляет 12 км.
Исток реки в лесах в 8 км к северу от посёлка Сёйва. Река течёт на северо-восток по ненаселённому заболоченному лесу. Приток — Малая Сордва (левый). До её впадения Сордва обозначается на картах как Большая Сордва, ниже — как Сордва. Впадает в Каму выше деревни Усть-Чукурья (Гайнское сельское поселение).

## Данные водного реестра
По данным государственного водного реестра России относится к Камскому бассейновому округу, водохозяйственный участок реки — Кама от истока до водомерного поста у села Бондюг, речной подбассейн реки — бассейны притоков Камы до впадения Белой. Речной бассейн реки — Кама.
По данным геоинформационной системы водохозяйственного районирования территории РФ, подготовленной Федеральным агентством водных ресурсов:
- Код водного объекта в государственном водном реестре — 10010100112111100001426
- Код по гидрологической изученности (ГИ) — 111100142
- Код бассейна — 10.01.01.001
- Номер тома по ГИ — 11
- Выпуск по ГИ — 1